# 张阿玄
张阿玄，元朝刺绣名女，生卒不详，为元顺帝㛤嫔。
张阿玄性情机敏, 善针工。制昆仑巾，上起三层，中有枢转，玉质金枝，纫彩为花，在四面团缀，又绣上蜂蝶杂处其中，行则三层，百花自摇，蜂蝶欲飞，都作攒花之状。又绣制飞琼流翠之袍，趋步之际，缥缈好像月宫仙子，元顺帝见到后，指着对众嫔妃说: “张嫔气宇清越。”